# Ada keiliana
Brassia keiliana là một loài lan trong chi Ada.

## Hình ảnh

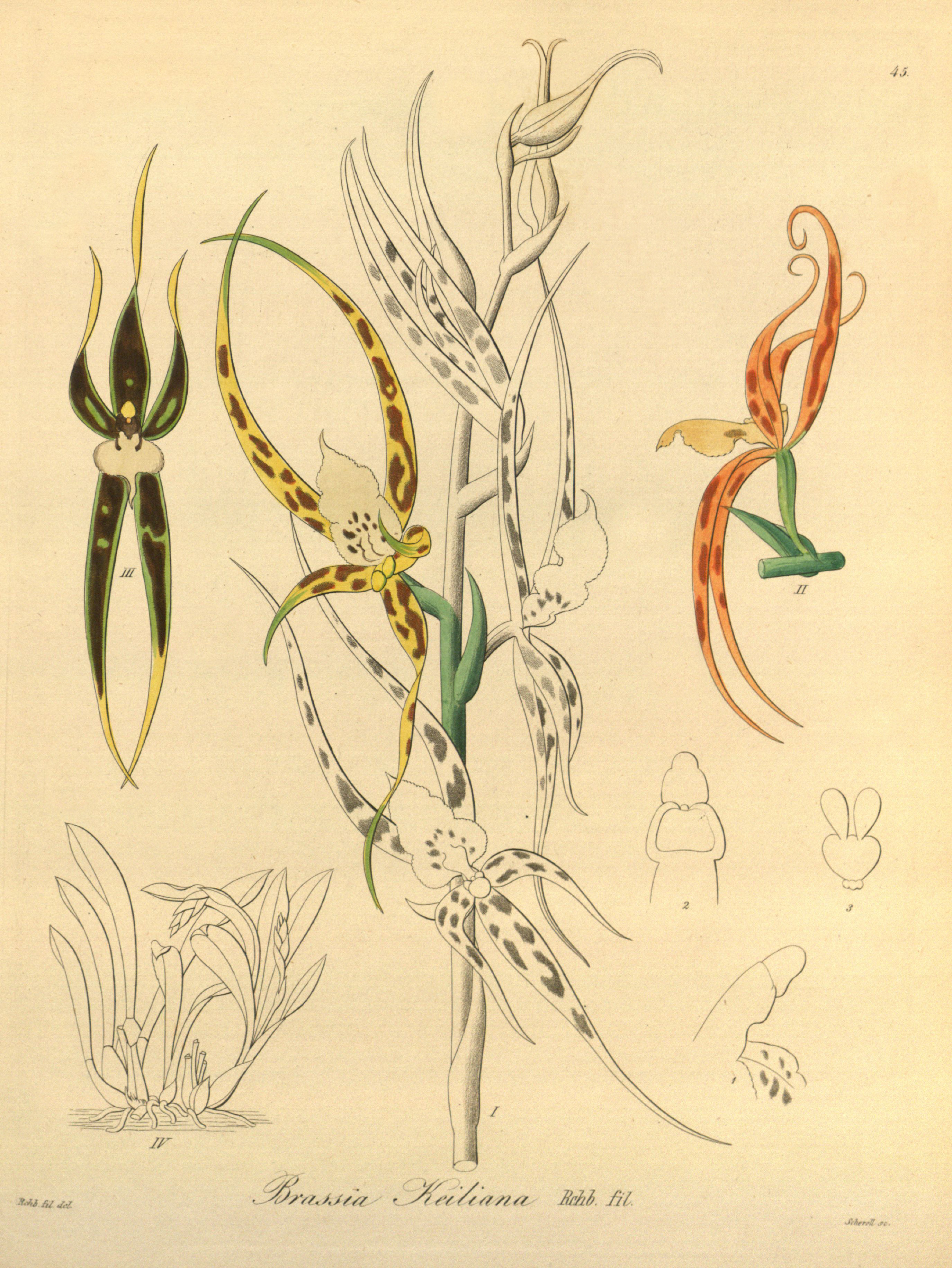